# Claude Gonçalves
Joaquim Claude Gonçalves Araújo (ur. 9 kwietnia 1994 w Propriano) – portugalski piłkarz urodzony we Francji, występujący na pozycji pomocnika, od 2024 w Legii Warszawa. W swojej karierze występował również w AC Ajaccio, CD Tondela, Troyes AC, Gil Vicente FC i Łudogorcu Razgrad.

## Kariera klubowa
Wychowanek AC Ajaccio. 21 września 2013 roku zadebiutował w Ligue 1, wchodząc na boisko w 46. minucie za Jean-Baptiste'a Pierazziego w przegranym 0:2 meczu wyjazdowym przeciwko Stade Rennais FC. W pierwszym sezonie Gonçalves zagrał w 23 meczach, z czego 14 razy wychodził w podstawowym składzie. Klub zakończył sezon na ostatnim, 20. miejscu i spadł do Ligue 2.
20 czerwca 2016 roku podpisał dwuletni kontrakt z portugalskim klubem CD Tondela. W Primeira Lidze zadebiutował 13 sierpnia, grając 34 minuty w przegranym 0:2 meczu domowym przeciwko SL Benfice. Dla klubu Gonçalves zagrał w 58 oficjalnych meczach. 30 sierpnia 2018 roku przeszedł do francuskiego drugoligowca Troyes AC, na bazie dwuletniego kontraktu. Zadebiutował 26 października, wchodząc na boisko w drugiej połowie wygranego 2:0 meczu przeciwko Grenoble Foot 38, zastępując Yoanna Salmiera.
Latem 2019 roku wrócił do Portugalii, podpisując kontrakt z Gil Vicente. Pierwszego gola strzelił 19 października, ustalając wynik 2:0 w meczu trzeciej rundy Pucharu Portugalii przeciwko FC Penafiel. Premierową bramkę w lidze zdobył dwa miesiące później w meczu domowym z Vitórią Guimarães (2:2). W maju 2021 ogłoszono jego przejście do Łudogorca Razgrad, a kontrakt zaczął obowiązywać od 1 lipca. 17 lipca 2021 zdobył z klubem Superpuchar Bułgarii, pokonując CSKA Sofia 4:0, a na koniec sezonu został także mistrzem kraju. Potem ten tytuł zdobył jeszcze dwa razy.
15 czerwca 2024 roku podpisał trzyletni kontrakt z Legią Warszawa.

## Sukcesy

### Łudogorec Razgrad
- Mistrz Bułgarii: 2021/2022, 2022/2023, 2023/2024
- Puchar Bułgarii: 2022/2023

#### Legia Warszawa
- Puchar Polskiː 2024/2025 [16]